# Monolit-B
Monolit-B (ros. Монолит-Б) – rosyjski przybrzeżny pozahoryzontalny system nadzoru nadbrzeżnego i powietrznego, składający się z radaru aktywnego i pasywnego.

## Historia
System został opracowany przez Przedsiębiorstwo Naukowo-Produkcyjne „Tajfun” (ros. АО Научно-производственное предприятие «Тайфун») z Kaługi. Jest przeznaczony do pozahoryzontalnego aktywnego i pasywnego wykrywania i śledzenia celów nawodnych i powietrznych, do odbioru i przetwarzania informacji, a także do analizy danych o wykrytych celach i przekazywania ich systemom kierowania uzbrojeniem przeciwlotniczym i przeciwokrętowym, tj. Bastion PBRK i Klub-M PBKRO. 
Wykrywa do 200 celów, śledzeni do 50 w trybie pasywnym na odległość do 250 km a w trybie aktywnym do 450 km. W trybie pasywnym może oznaczyć do 10 celów jednocześnie, a w trybie aktywnym do 30 celów. System został po raz pierwszy zaprezentowany na Międzynarodowej Wystawie Marynarki Wojennej, która odbyła się w Sankt Petersburgu w 2011 r.
W ramach Międzynarodowej Wystawy Marynarki Wojennej w 2019 r. zademonstrowano przybrzeżny system rakietowy Rubież ME, którego częścią jest system Monolit-B. Jest to produkt rosyjskiego przemysłu zbrojeniowego oferowany odbiorcom zagranicznym. 
Do końca 2021 r. Siły Zbrojne Federacji Rosyjskiej otrzymały trzy systemy Monolit-B. Jeden z nich w czerwcu 2021 r. posłużył do wykrycia niszczyciela HMS Defender, który wpłynął na wody przybrzeżne Krymu, uznane przez Rosję za jej wody terytorialne.

## Konstrukcja
System jest zamontowany na dwóch pojazdach bazujących na ośmiokołowym podwoziu MZKT-7930.

## Galeria

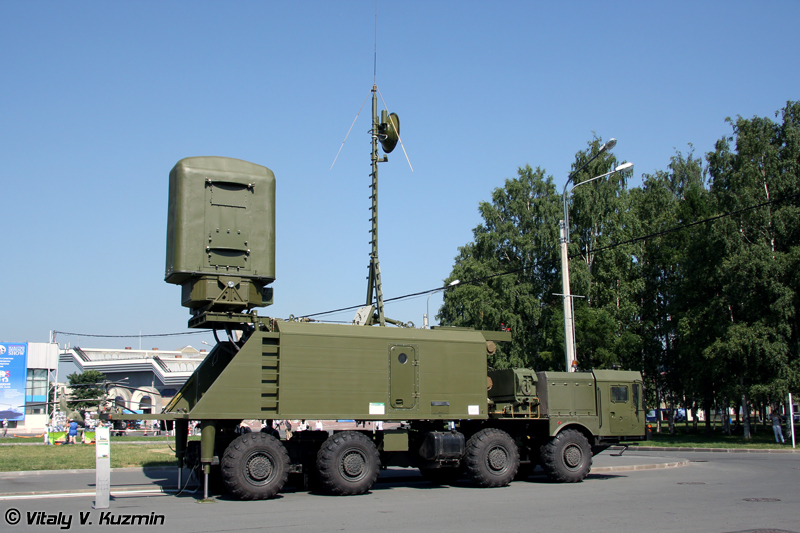
Monilit-B na wystawie w 2011 r.
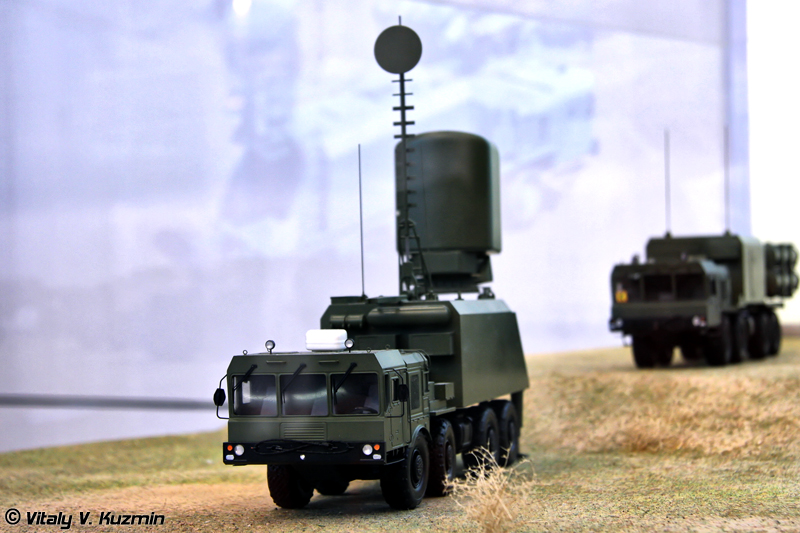
Monilit-B jako część zestawu Bał-E (model)
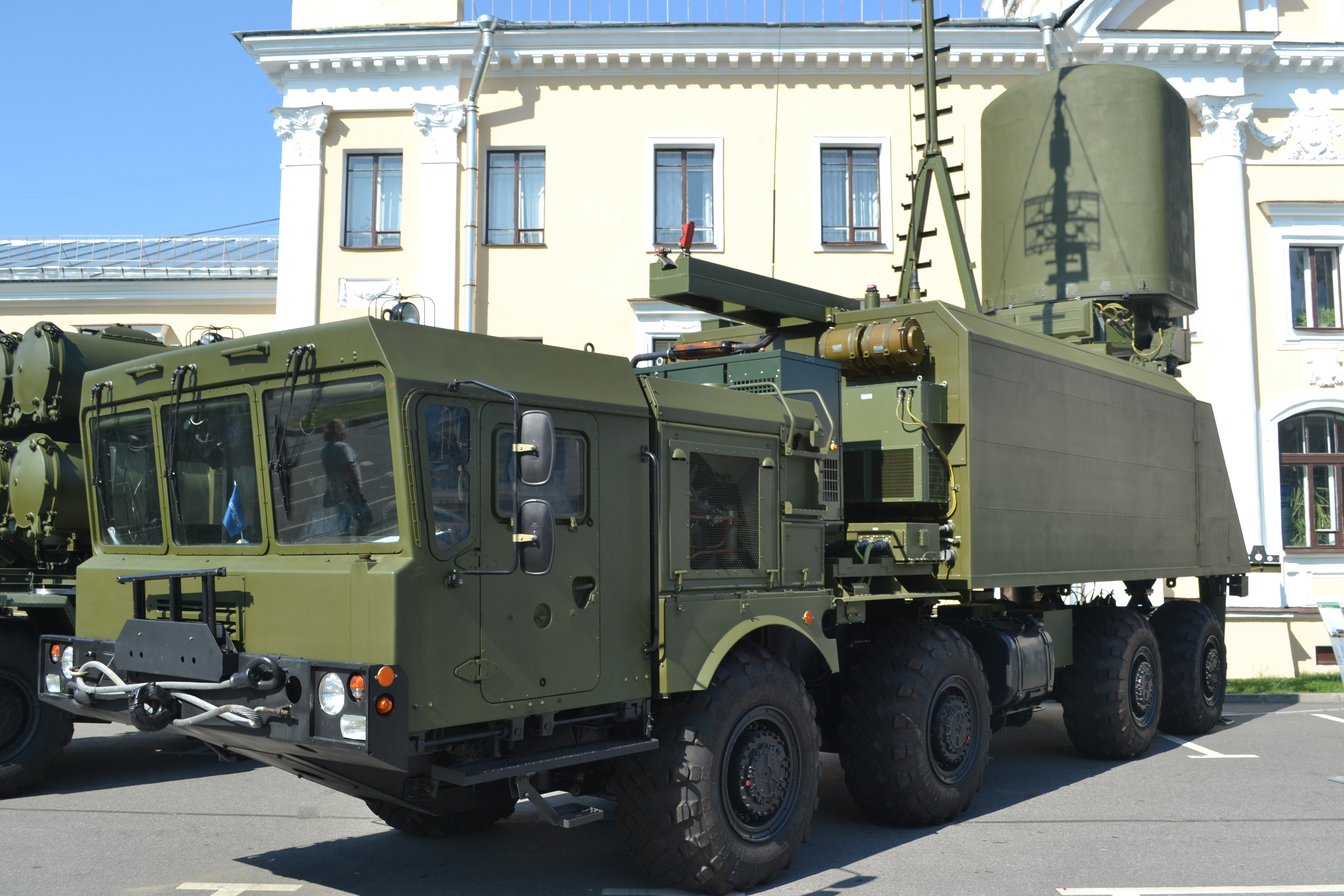
Monilit-B na wystawie w 2013 r.
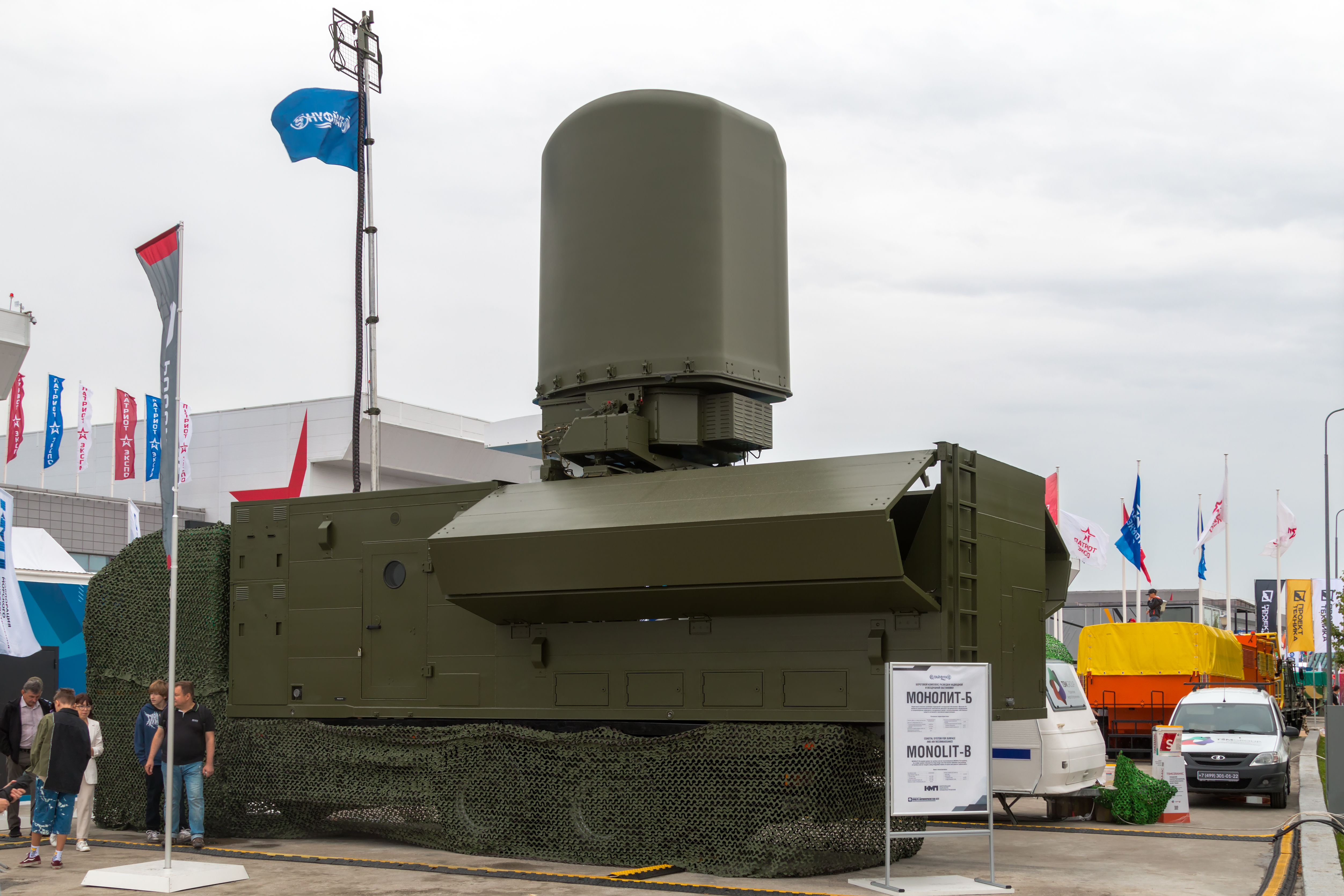
Monilit-B na wystawie w 2022 r.